# The Comeback (futebol americano)
The Comeback,  algumas vezes chamado de The Choke ou 35-3, foi um jogo de Wild Card da American Football Conference da temporada de  1992–93 da NFL entre o Buffalo Bills e o Houston Oilers. A partida foi disputada no Rich Stadium em  Orchard Park, Nova Iorque em 3 de janeiro de 1993. Durante a partida os Bills se recuperaram após estarem 32 pontos atrás de seu adversário e vencendo no tempo extra por 41–38 e até o fim da temporada de 2019, permanece como a maior virada na história da NFL. Foi jogada no até então conhecido como Rich Stadium (agora New Era Field) e foi televisionada pela NBC, com narração de Charlie Jones e comentários de Todd Christensen.

## História
Ambos times se classificaram para os playoffs como equipes do wild card.
O Buffalo Bills, campeão da American Football Conference (AFC) nas duas temporadas anteriores, tiveram uma campanha de 11–5 durante a temporada de NFL de 1992 e terminou em segunda lugar na AFC Eastern Division. O ataque dos Buffalo liderou a liga em jardas corridas (2.436) e terminou em segundo na liga em jardas ofensivas totais (6.114 jardas).
O Houston Oilers terminou em segundo lugar na Divisão Central da AFC com 10 vitórias e 6 derrotas. O sistema ofensivo do Houston liderou a liga em passes (4.231 jardas) e sua defesa ficou em terceiro na liga, permitindo apenas 4.532 jardas totais. Além disso, o time teve nove convocações para  o pro bowl, incluindo seu quarterback Warren Moon (apesar de ter desfalcado o time em seis jogos devido à lesões) e três wide receivers, Curtis Duncan,  Haywood Jeffires e Ernest Givins. Os Oilers também contavam com um poderoso ataque em corridas com Lorenzo White, que correu para  1.226 jardas e recebeu 57 passes.
Os Bills e os Oilers já tinham se enfrentado no jogo final da temporada regular, com o Houston batendo o Buffalo, 27–3 em Houston. Durante a partida, o quaterback titular dos Bills, Jim Kelly, sofreu ruptura dos ligamentos do joelho, e foi substituído por Frank Reich. Com Kelly fora, Reich seria o titular no jogo de wild card. Reich também seria o titular no jogo seguinte, pelo playoff da divisão em Pittsburgh no qual o Buffalo também venceu por 24–3 avançando para o jogo do Campeonato da AFC contra o Miami Dolphins.
Além de perder Kelly, lesões também tirariam de campo no wild card um dos dos melhores jogadores defensivos do Buffalo, o linebacker Cornelius Bennett.

### Reich e a maior virada na história do college football
Como quarterback substituto pela equipe do Maryland Terrapins, Reich substitui o titular, Stan Gelbaugh em 10 de novembro de 1984 e levou os  Terrapins virarem de um placar adverso no primeiro quarto de 31–0 para uma vitória de 42–40 sobre o Miami Hurricanes do quaterback Bernie Kosar. Este recorde permaneceu até ser quebrado no jogo de 2006 entre Michigan State e Northwestern, quando o Michigan venceu por 41-38, após estar perdendo por 38-3 até o terceiro quarto.

## Árbitros
- Árbitro principal: Gerald Austin (#34)
- Umpire: Bob Boylston (#101)
- Head Linesman: Terry Gierke (#72)
- Line Judge: Dale Orem (#51)
- Back Judge: Paul Baetz (#22)
- Side Judge: Mike Carey (#94)
- Field Judge: Jack Vaughan (#93)